# 2011년 5월
| 2011년: 1월 · 2월 · 3월 · 4월 · 5월 · 6월 · 7월 · 8월 · 9월 · 10월 · 11월 · 12월 |

| <           | 2011년 5월 | 2011년 5월 | 2011년 5월 | 2011년 5월 | 2011년 5월 | >          |
| 일          | 월         | 화         | 수         | 목         | 금         | 토         |
| 1 3.29 병진 | 2 30 정사  | 3 4.1 무오 | 4 2 기미   | 5 3 경신   | 6 4 신유   | 7 5 임술   |
| 8 6 계해    | 9 7 갑자   | 10 8 을축  | 11 9 병인  | 12 10 정묘 | 13 11 무진 | 14 12 기사 |
| 15 13 경오  | 16 14 신미 | 17 15 임신 | 18 16 계유 | 19 17 갑술 | 20 18 을해 | 21 19 병자 |
| 22 20 정축  | 23 21 무인 | 24 22 기묘 | 25 23 경진 | 26 24 신사 | 27 25 임오 | 28 26 계미 |
| 29 27 갑신  | 30 28 을유 | 31 29 병술 |            |            |            |            |

| - 5월 1일 - 오사마 빈라덴 - 5월 6일 - 윤기원 - 5월 23일 - 송지선 - 5월 27일 - 채동하 - 5월 30일 - 정종관 편집하기 |

## 2011년5월 30일
- 세계보건기구(WHO) 산하 국제암연구소(IARC)는 휴대 전화의 전자기장을 발암 가능성 물질로 분류한다고 발표하였다.

## 2011년5월 29일
- UEFA 챔피언스리그 결승전에서 FC 바르셀로나가 맨체스터 유나이티드를 3:1로 이기고 우승하였다.
- 세르게이 바갑시 압하스 공화국 대통령이 모스크바의 한 병원에서 폐 수술을 받다가 병세 악화로 숨졌다.
- 세르비아 베오그라드에서 보스니아 내전의 전범 라트코 믈라디치의 지지자 100여명이 경찰과의 충돌 끝에 연행되었다.

## 2011년5월 28일
- 몰타에서 이혼을 합법화할 것인지에 대한 국민 투표에서 52.7%의 찬성으로 이혼이 합법화되었다.

## 2011년5월 27일
- 대한민국의 가수 채동하가 자택에서 숨진 채 발견되었다.
- 부산지방법원 형사합의5부는 2011년 1월의 삼호주얼리호 피랍사건으로 구속된 소말리아 해적 마호메드 아라이에게 무기징역이 선고하였다. 또한 아울 브랄렛에게는 징역 15년, 압디하드 아만 알리와 압둘라 알리에게는 각각 징역 13년이 선고하였다.

## 2011년5월 26일
- 보스니아 내전의 전범 라트코 믈라디치가 세르비아에서 체포되었다.

## 2011년5월 25일
- 아이슬란드의 그림스뵈튼 화산 폭발에 따른 화산재가 북유럽까지 확산되었다.
- 대한민국 K리그에 승부조작 의혹으로 현역 축구 선수 2명이 구속되었다.
- 오프라 윈프리가 진행하는 오프라 윈프리 쇼가 25년 만에 종영하였다.

## 2011년5월 24일
- 도쿄 전력(TEPCO)은 도호쿠 대지진의 영향으로 후쿠시마 제1원자력발전소 1·2·3호기의 [[노심융용] 가능성을 공식적으로 인정했다.
- 국제인권단체 휴먼 라이트 워치는 운전을 강행하여 구금된 사우디 여성의 석방을 요구했다.

## 2011년5월 23일
- 대한민국의 아나운서 송지선이 자신의 오피스텔에서 투신 자살하였다.

## 2011년5월 21일
- 국제 통화 기금(IMF)이 포르투갈에 260억 유로의 구제금융 지원을 승인했다.

## 2011년5월 20일
- 주한 미군 제대 군인은 주한 미군이 베트남 전쟁에서 사용하고 남은 다량의 고엽제를 1978년 칠곡군 왜관읍 캐럴 기지에 매립하였다고 폭로하였다.

## 2011년5월 19일
- 도미니크 스트로스칸이 뉴욕에서 호텔 여직원을 성폭행한 혐의로 체포된 후에 국제 통화 기금(IMF) 총재직을 사임했다.

## 2011년5월 16일
- 대한민국 경찰이 추진하던 3색 신호등 계획을 무기한 보류하고 재검토하기로 결정했다.
- 국제과학기술비즈니스벨트위원회는 대전광역시의 대덕연구개발특구를 국제과학비즈니스벨트 거점지구 입지로 선정하였다.
- 미국 항공우주국(NASA)은 인데버 우주왕복선을 성공적으로 발사했다.

## 2011년5월 15일
- 지난 12일 서울역과 강남고속버스터미널 등에 폭발물을 설치한 일당 3명이 검거되었다.

## 2011년5월 14일
- 맨체스터 유나이티드가 블랙번과 1-1로 비겨 프리미어 리그 통산 19번째 우승을 확정했다.
- 도미니크 스트로스칸 국제 통화 기금 (IMF) 총재가 뉴욕에서 호텔 여직원을 성폭행한 혐의로 체포되어 17일 보석 없이 독방에 수감되었다.

## 2011년5월 13일
- 파키스탄에서 자살 폭탄테러가 일어나 최소 80명이 사망했다.

## 2011년5월 11일
- 코레일 KTX-산천열차의 잇따른 고장으로 인해 코레일이 자체 검수를 진행한 결과 모터 감속기 결함이 발견되어 제작사 로템에 리콜을 요청하였다.
- 프랑스 칸에서 제64회 칸 영화제가 열렸다.(~5월 22일)

## 2011년5월 10일
- 마이크로소프트가 인터넷 전화회사 스카이프를 85억 달러에 인수하였다.

## 2011년5월 8일
- 경상북도 구미시에서 수돗물이 12일까지 단수되었다.

## 2011년5월 6일
- 영국 하원 선거에서 선호투표제를 도입하는 선거 제도 개편 방안이 국민 투표에서 부결되었다.
- 코트디부아르의 알라산 와타라 대통령이 취임하였다.
- 유럽연합(EU) 상주대표부 대사급 회의에서 무력으로 민주화 시위를 유혈 진압하는 시리아 정부 핵심인사 13명에 대해 비자발급 중단, 자산동결 등의 제재 조처를 가하기로 합의하였다.
- 테러 조직 알카에다가 오사마 빈라덴의 사망을 공식 확인하고, 미국과 그 동맹국에게 보복하겠다는 입장을 밝혔다.

## 2011년5월 5일
- 스페인 헌법재판소가 바스크 분리주의 정당 연합체가 스페인 지방선거에 참여할 수 있도록 최종 허용했다.

## 2011년5월 4일
- 마무드 압바스 팔레스타인 수반과 칼레드 마샤알 하마스 최고지도자는 4년 가까운 정파 간 반목을 청산하고 단일 정부를 출범시키기로 합의하였다.

## 2011년5월 3일
- 국경없는 기자회(RSF)는 조선민주주의인민공화국의 김정일 국방위원장과 중국의 후진타오 국가주석, 이란의 마무드 아마디네자드 대통령, 리비아의 무아마르 카다피 국가원수, 사우디아라비아의 압둘라 빈 압둘아지즈 알사우드 국왕 등 38명을 ‘언론 약탈자’로 선정해 발표했다.
- 유엔 총회가 유럽연합(EU)에 ‘특별 지위’를 부여하는 결의안을 상정해 가결하였다. 이로써 EU는 성좌(聖座), 팔레스타인 자치정부와 마찬가지로 UN의 의사결정 과정에 참여할 수는 없으나 ‘상주 옵서버(Permanent Observer)’의 지위를 얻어 EU 대표가 UN 총회에서 연설할 수 있는 자격을 갖게 되었다.

## 2011년5월 2일
- 스티븐 하퍼가 이끄는 보수당이 2011년 캐나다 연방 선거에서 과반수를 확보하였다.

## 2011년5월 1일
- 교황 요한 바오로 2세가 복자로 공식 선포되었다.
- 국제 테러리스트 조직 알카에다의 지도자인 오사마 빈라덴의 사망 소식이 공식 발표되었다.